# Aeroportul Regional Pullman-Moscow
Aeroportul Regional Pullman-Moscow (IATA: PUW, ICAO: KPUW, FAA LID: PUW) este un aeroport din Washington, Statele Unite ale Americii ce deservește zona Pullman⁠(d). Aeroportul a fost tranzitat în 2019 de 141.120 de pasageri. A fost numit după zona deservită.
Situat la o altitudine de 779 m, aeroportul dispune de 1 pistă.

## Infrastructură

### Piste
Aeroportul dispune de o singură pistă. Pista 06/24 are suprafața de asfalt și dimensiunile 6.730 picioare × 100 picioare. 